# NextGen Series
NextGen Series – piłkarskie rozgrywki młodzieżowe, zorganizowane na podobieństwo Ligi Mistrzów, z tym że przeznaczone dla piłkarzy poniżej 19. roku życia. Nazywane są też "Małą Ligą Mistrzów".
Organizatorami ligi są Mark Warburton, szef akademii piłkarskiej Watford F.C., i Justin Andrews, ekspert sportowy telewizji Sky i Endemol. Obaj założyli Cycad Sports Management, spółkę zarządzającą przebiegiem rozgrywek. Pierwsze rozgrywki rozpoczęły się w sierpniu 2011 roku, udział w nich wzięło 16 drużyn z całej Europy. Trofeum zdobyli piłkarze Interu Mediolan, którzy w rozgrywanym na Matchroom Stadium w Londynie finale pokonali w rzutach karnych AFC Ajax (w regulaminowym czasie gry był remis 1:1). W sezonie 2012/13 NextGen Series powiększone zostało do 24 drużyn, w porównaniu z poprzednim rokiem zabrakło tylko szwajcarskiego FC Basel. Do fazy pucharowej awansują po dwa najlepsze zespoły z każdej z grup, a także cztery najlepsze drużyny z trzecich miejsc. Była to ostatnia edycja tych rozgrywek. Przed sezonem 2013/2014 rozgrywki zawieszono na rok ze względu na brak funduszy, jednakże nie wznowiono ich organizacji.

## Zwycięzcy
| Rok       | Zwycięzca        | Finalista    |
| --------- | ---------------- | ------------ |
| 2011/2012 | Inter Mediolan   | AFC Ajax     |
| 2012/2013 | Aston Villa F.C. | Chelsea F.C. |